# Lijst van rijksmonumenten in Maastricht/Nieuwstraat
Een overzicht van de 20 rijksmonumenten in de stad Maastricht gelegen aan of bij de Nieuwstraat.
| Object | Oorspronkelijke functie? | Bouwjaar               | Architect | Locatie        | Coördinaten?                 | Nr.?  | Afbeelding        |
| --- | ------------------------ | ---------------------- | --------- | -------------- | ---------------------------- | ----- | ----------------- |
| Huis met lijstgevel. Hoekblokken en gevelstenen ANNO en 1738, een kruik en IN DEN KULSCHEN POT.                                                      | Woonhuis                 | 1738                   |           | Nieuwstraat 1  | 50° 51' 3" NB, 5° 41' 29" OL | 27432 | Meer afbeeldingen |
| Huis met lijstgevel. | Gebouw                   | eerste helft 18e eeuw  |           | Nieuwstraat 5  | 50° 51' 2" NB, 5° 41' 29" OL | 27433 | Meer afbeeldingen |
| Huis met hoge lijstgevel. | Woonhuis                 | 18e eeuw               |           | Nieuwstraat 7  | 50° 51' 2" NB, 5° 41' 29" OL | 27434 | Meer afbeeldingen |
| Huis met lijstgevel. | Woonhuis                 | 18e eeuw               |           | Nieuwstraat 9  | 50° 51' 2" NB, 5° 41' 29" OL | 27435 | Meer afbeeldingen |
| Huis met lijstgevel, gepleisterd. | Gebouw                   | derde kwart 19e eeuw   |           | Nieuwstraat 10 | 50° 51' 2" NB, 5° 41' 29" OL | 27436 | Meer afbeeldingen |
| Huis met brede lijstgevel van hardsteen. | Woonhuis                 | 18e eeuw               |           | Nieuwstraat 11 | 50° 51' 2" NB, 5° 41' 29" OL | 27437 | Meer afbeeldingen |
| Huis met lijstgevel. | Gebouw                   | 18e eeuw               |           | Nieuwstraat 12 | 50° 51' 2" NB, 5° 41' 29" OL | 27438 | Meer afbeeldingen |
| Huis met lijstgevel van drie traveeën. | Gebouw                   | 18e eeuw               |           | Nieuwstraat 13 | 50° 51' 1" NB, 5° 41' 29" OL | 27439 | Meer afbeeldingen |
| Huis met lijstgevel. | Gebouw                   | 18e eeuw               |           | Nieuwstraat 14 | 50° 51' 1" NB, 5° 41' 29" OL | 27440 | Meer afbeeldingen |
| Huis met gevel in de trant der zgn. Maaslandse renaissance, eindigend in een hoofdgestel met consoles. Gevelstenen met AN NO en een zespuntige ster. | Gebouw                   | laatste helft 17e eeuw |           | Nieuwstraat 15 | 50° 51' 1" NB, 5° 41' 29" OL | 27441 | Meer afbeeldingen |
| Huis met lijstgevel. | Gebouw                   | derde kwart 18e eeuw   |           | Nieuwstraat 16 | 50° 51' 1" NB, 5° 41' 29" OL | 27442 | Meer afbeeldingen |
| Huis met gevel in de trant der zgn. Maaslandse renaissance, eindigend in een hoofdgestel met consoles. Gevelsteen met afgehakt wapen.                | Woonhuis                 | 17e eeuw               |           | Nieuwstraat 17 | 50° 51' 1" NB, 5° 41' 29" OL | 27443 | Meer afbeeldingen |
| Huis met lijstgevel. | Gebouw                   | 18e eeuw               |           | Nieuwstraat 18 | 50° 51' 1" NB, 5° 41' 29" OL | 27445 | Meer afbeeldingen |
| Huis met lijstgevel. | Woonhuis                 | 19e eeuw               |           | Nieuwstraat 19 | 50° 51' 1" NB, 5° 41' 29" OL | 27444 | Meer afbeeldingen |
| Huis met gepleisterde lijstgevel. | Woonhuis                 | 19e eeuw               |           | Nieuwstraat 20 | 50° 51' 1" NB, 5° 41' 29" OL | 27446 | Meer afbeeldingen |
| Huis met lijstgevel. | Gebouw                   | eerste helft 18e eeuw  |           | Nieuwstraat 21 | 50° 51' 1" NB, 5° 41' 29" OL | 27447 | Meer afbeeldingen |
| Huis met lijstgevel van hardsteen | Gebouw                   | 18e eeuw               |           | Nieuwstraat 22 | 50° 51' 1" NB, 5° 41' 29" OL | 27448 | Meer afbeeldingen |
| Huis met lijstgevel. | Woonhuis                 | eerste helft 19e eeuw  |           | Nieuwstraat 23 | 50° 51' 1" NB, 5° 41' 29" OL | 27450 | Meer afbeeldingen |
| Huis met lijstgevel. | Gebouw                   | 19e eeuw               |           | Nieuwstraat 24 | 50° 51' 0" NB, 5° 41' 29" OL | 27449 | Meer afbeeldingen |
| Huis met lijstgevel. | Gebouw                   | eerste helft 18e eeuw  |           | Nieuwstraat 26 | 50° 51' 0" NB, 5° 41' 29" OL | 27451 | Meer afbeeldingen |